# 租賃

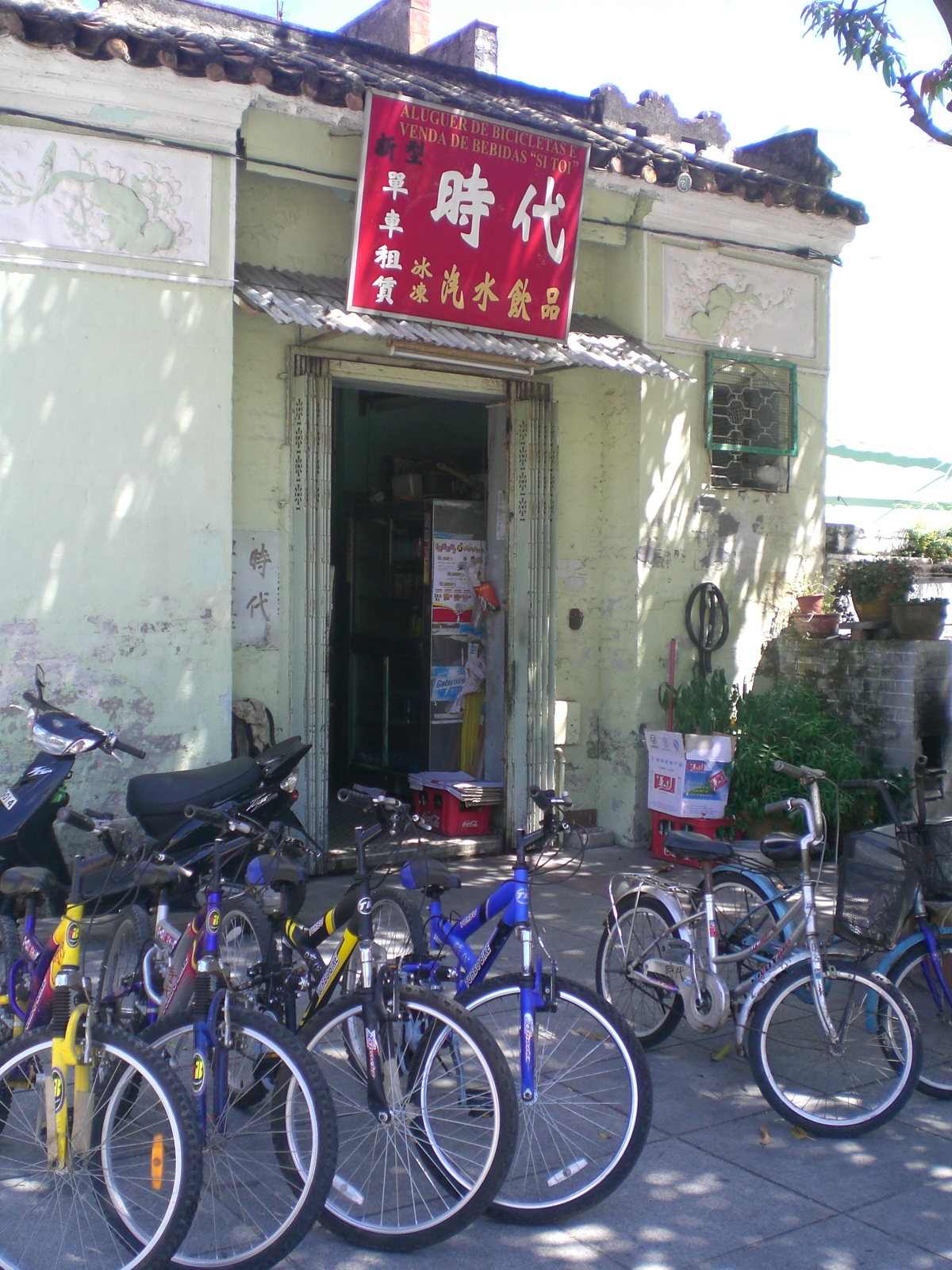
澳門的一家單車出租店

租賃，又名出租、租借等，在合約或法律上，是一種商業交易行爲。租戶付款金錢，稱作租金（承租人依照租約條款或租賃協議所支付給出租人的費用），獲得指定物件的有限期使用權，而該物件的物權仍然由物主所有。

## 租赁的划分
按照当事人之间的关系，租赁可以划分为三种类型：
1. 直接租赁
2. 杠杆租赁
3. 售后租回

按照会计处理上的划分，可分为三种：
1. 经营租赁
2. 融资租赁
3. 售后租回

## 經濟租
意指足以負擔維修和營運某物的租金費用。此外，這筆租金費用還能夠為所有人的投資帶來合理的利潤。

## 租賃契約
租賃契約（或稱租賃）是指當事人雙方約定，一方將物（標的物）交由他方使用、收益，他方給付租金的一種有名契約。租賃必為有償，若雙方並未約定租金，僅約定一方將物交由他方無償使用者即非租賃，而係借貸契約。
租賃契約的標的物可以是動產或不動產。

## 註解
1. ↑  「賃」，拼音：，注音：，粤拼：，音同「任」

## 相關
- 租界法案
- 租借法案
- 分期付款
- 包機
- 迷你倉
- 免租期
- 影碟出租店
- 地主 / 地租
- 出租車 / 黃包車
- 房地產投資
- 不動產投資信託基金
- 酒店式公寓 / 即用辦公室
- 業主權益